# Sclerocephalidae
Famille
Les Sclerocephalidae sont une famille fossile d'amphibiens temnospondyles.

## Systématique
La famille des Sclerocephalidae a été créée en 1909 par le paléontologue allemand Otto Jaekel (1863-1929).

## Liste des genres
Selon Paleobiology Database cette famille n'est représentée par aucun genre ni espèce.